# 플라티킬로모나스 프삼모비아
플라티킬로모나스 프삼모비아(Platychilomonas psammobia)는 카타블레파리스류에 속하는 편모충류의 일종이다. 플라티킬로모나스속(Platychilomonas)의 유일종이다.